# 송흥초등학교
송흥초등학교는 대한민국 전라남도 영광군 염산면 옥실리 158에 있었던 공립 초등학교이다.

## 연혁
- 1945년 5월 1일 옥동공립국민학교 개교
- 1946년 9월 30일 군남송흥국민학교로 인가
- 1983년 3월 1일 송흥국민학교로 개명
- 1996년 3월 1일 송흥초등학교로 개칭
- 2013년 3월 1일 염산초등학교로 통폐합